# 도이 간타
도이 간타(일본어: 土肥 幹太, 2004년 11월 10일~)는 일본의 축구 선수이다.

## 구단 경력
그는 2023년 J1리그의 FC 도쿄에 입단했다.